# Karlheinz Volz
Karl-Heinz Volz (* 30. März 1947 in Frankfurt am Main) ist ein ehemaliger deutscher Fußballspieler.

## Laufbahn
Der Torwart spielte drei Jahre lang für Kickers Offenbach. Während er in seinem ersten Jahr in der Bundesliga noch durchgehend auf der Ersatzbank saß, war er, nach dem die Kickers 1969 abgestiegen waren und 1970 sofort wieder in die Bundesliga zurückkehrten, in der Saison 1970/71 Stammtorwart der Offenbacher. Mit dem OFC gewann er 1970 auch den DFB-Pokal.
Nachdem Offenbach 1971 erneut abgestiegen war, wechselte Volz zum 1. FC Köln. Als der Kölner Stammtorhüter Gerhard Welz am vierten Spieltag beim 2:6 gegen den FC Schalke 04 große Schwächen zeigte, gab Trainer Gyula Lóránt Volz im nächsten Spiel gegen Fortuna Düsseldorf eine Chance. Bei einem Halbzeitstand von 0:2 wurde er jedoch gleich wieder ausgewechselt. Dies blieb sein einziger Einsatz für die Kölner in der Bundesliga, lediglich im DFB-Pokal durfte er noch zweimal gegen unterklassige Mannschaften antreten. 1972 verließ er die Kölner wieder und ging zum hessischen Amateurligisten FSV Frankfurt. Mit den Bornheimern gelang Volz in der Saison 1972/73 der Aufstieg in die damals zweithöchste Spielklasse, die Regionalliga Süd. Diese wurde jedoch nach der Saison 1973/74 durch die zweigleisige 2. Bundesliga abgelöst, für die sich der FSV trotz eines elften Platzes nicht qualifizieren konnte und 1974/75 erneut im Amateurlager antreten musste. Schon ein Jahr später gelang der Aufstieg in die 2. Bundesliga Süd. Von 1975 bis 1980 spielte Volz mit dem FSV fünf Jahre lang in der 2. Bundesliga und absolvierte in dieser Zeit 153 Spiele.
Nachdem er 1980 seine Karriere wegen eines Knieschadens beenden musste, war er ein Dreivierteljahr Co-Trainer des FSV. Als Trainer war er anschließend im Amateurbereich in Mörfelden, Langenselbold, Klein-Karben und Bad Vilbel tätig.

## Erfolge
- 1970  DFB-Pokal-Sieger